# Tears to Tiara
Tears to Tiara és un videojoc de rol tàctic de temàtica eroge en idioma japonès que va ser desenvolupat Leaf. Va ser llançat per PC el 28 d'abril del 2005 en el Japó. Després li va seguir una versió per a majors de 12 anys llançada per a la PlayStation 3 el 17 de juliol del 2008 en el Japó, Hong Kong, i Taiwan en la qual el contingut pornogràfic va ser llevat. El llançament per la PlayStation 3, titulat Tears to Tiara: Kakan no Daichi (ティアーズ トゥ ティアラ 花冠の大地, Tiāzu tu Tiara: Kakan no Daichi, Tears to Tiara: Earth's Wreath) contenia diverses millores i escenaris addicionals. El mode de joc principal ha canviat des de l'original en 2D a 3D, i també hi hagué un canvi de disseny dels personatges, convertint-se així en un remake.